# 穴内駅
穴内駅（あなないえき）は、高知県安芸市穴内にある土佐くろしお鉄道（TKT）ごめん・なはり線の駅である。駅番号はGN29。快速は通過する。

## 歴史
- 2002年（平成14年）7月1日：土佐くろしお鉄道ごめん・なはり線の駅として開設。
- 2014年（平成26年）
  - 8月9日：台風11号の大雨で当駅の裏山が崩れ、階段が土砂で埋まったため、翌日の運行再開時から当駅は全列車通過（行違い列車は運転停車扱い）となる。
  - 9月1日：営業再開。

## 駅構造

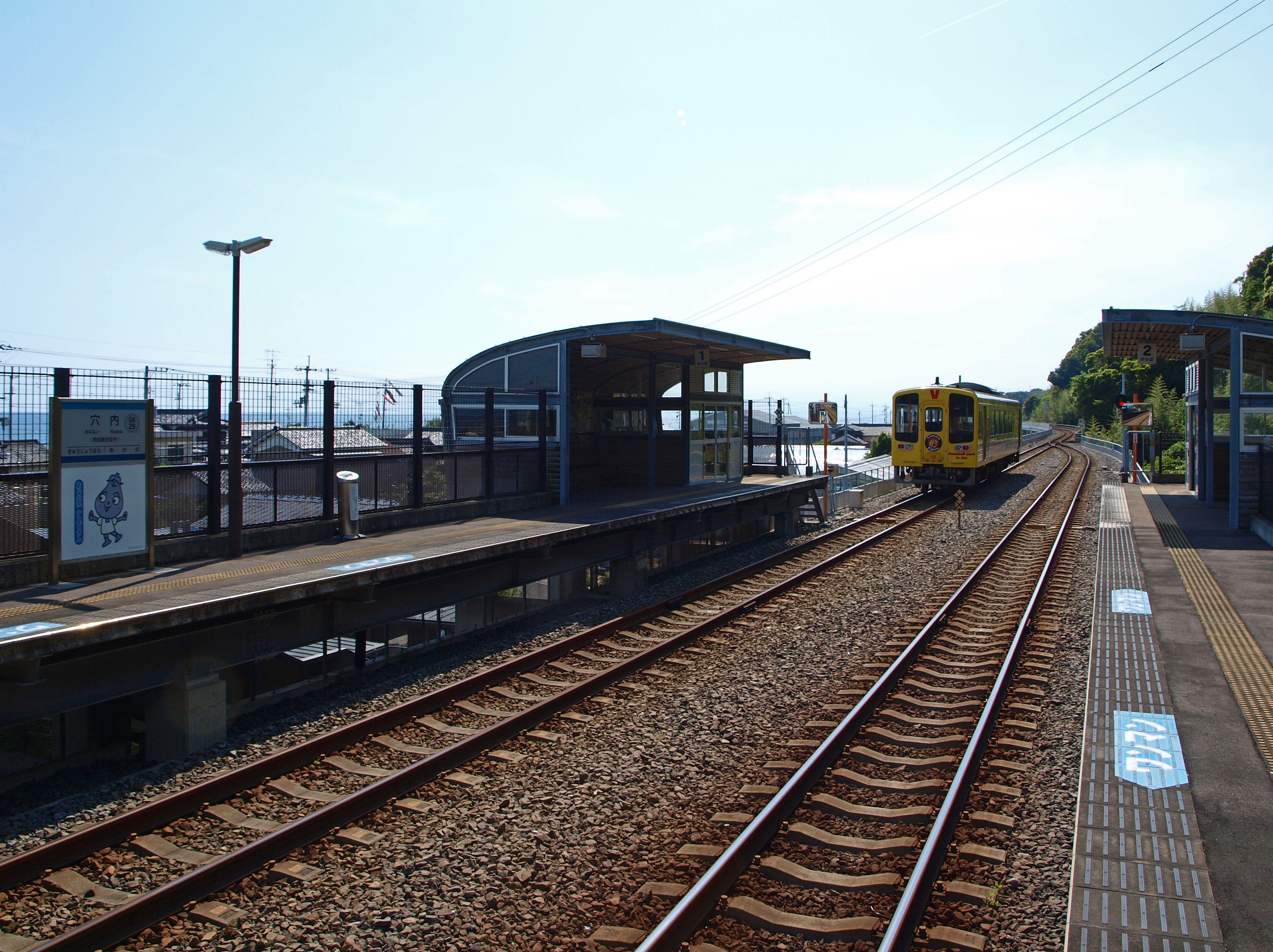
ホーム

相対式ホーム2面2線を有する列車交換可能な高架駅。1番線が1線スルー構造となっている（制限速度80km/h）。快速は原則として1番線を通過する。基本的に普通列車は上下別に停車しているが、上り快速と行違いを行う下り普通列車に限り、本来上り用である2番線へ入る。
無人駅。地上には休憩所が設置されている。

### のりば
| のりば | 路線              | 方向 | 行先             | 備考          |
| ------ | ----------------- | ---- | ---------------- | ------------- |
| 1      | ■ごめん・なはり線 | 下り | 後免・高知方面   | 一部2番のりば |
| 2      | ■ごめん・なはり線 | 上り | 安芸・奈半利方面 |               |

## 駅周辺
駅南方の住宅及びビニールハウス群を挟んで国道55号が通る。なお、小学校と保育所は駅北側にある。
- 安芸市立穴内小学校
- 安芸市立穴内保育所
- 安芸穴内郵便局
- 国道55号

### バス路線
駅には乗入れない。国道55号に高知東部交通、駅北方に安芸市（元気バス）停留所がある。
駅南側（国道55号）
- 高知東部交通
  - 穴内停留所

駅北側
- 安芸市コミュニティバス（元気バス）
  - 八丁停留所 - 火・木運行[2]

## イメージキャラクター

あなない ナスビさん

名称は「あなない ナスビさん」。ビニールハウスによる促成栽培が盛んな安芸市特産のナスをモチーフにしたキャラクターである。
なお、このキャラクターのモニュメントは駅西側道路沿いに設置されている。

## その他
当路線の前身である土佐電気鉄道安芸線にも位置は異なるが穴内駅があった。このため、それより遅く開設した土讃線穴内に新設された駅は、同県（国）であるにも関わらず、「土佐穴内」と旧国名を関して区別することとなった。

## 隣の駅
土佐くろしお鉄道
■ごめん・なはり線
■快速（下記以外）
通過　
■快速(安芸行1本のみ）・■普通
赤野駅 (GN30) - 穴内駅 (GN29) - 球場前駅 (GN28)